# Gladenbach
Gladenbach è un comune tedesco di 12 513 abitanti, situato nel land dell'Assia.